# Pete Lalich
Peter Todd "Pete" Lalich (Lorain, Ohio, 23 de junio de 1920 - San Petersburgo, Florida,1 de febrero de 2008) fue un jugador de baloncesto estadounidense que disputó una temporada en la BAA, y cuatro más en la NBL. Con 1,88 metros de estatura, jugaba en la posición de alero.

## Trayectoria deportiva

### Universidad
Jugó durante su etapa universitaria al baloncesto y al béisbol con los Bobcats de la Universidad de Ohio, siendo junto a Frankie Baumholtz los primeros jugadores de dicha institución en llegar a jugar en la BAA o la NBA.

### Profesional
Jugó durante cuatro temporadas un total de 38 partidos en cuatro equipos diferentes de la NBL, siendo su mejor campaña la 1943-44, en las filas de los Cleveland Chase Brassmen, con los que disputó 17 partidos, siendo el segundo mejor anotador del equipo tras Mel Riebe, promediando 6,4 puntos por encientro.
En 1946 fichó por los Cleveland Rebels de la recién creada BAA, con los que disputó un único partido, en el que no llegó a anotar.

#### Estadísticas en la BAA

##### Temporada regular
| Temporada | Edad | Equipo           | Liga | Pos. | P | TIT | MIN | TC  | TCA | %TC  | 3P | 3PA | %3P | TL  | TLA | %TL | R.OF. | R.DEF. | REB | ASIS | ROB | TAP | PER | FP  | PTS |
| 1946-47   | 26   | Cleveland Rebels | BAA  |      | 1 |     |     | 0.0 | 1.0 | .000 |    |     |     | 0.0 | 0.0 |     |       |        |     | 0.0  |     |     |     | 1.0 | 0.0 |
| Total     |      |                  | BAA  |      | 1 |     |     | 0.0 | 1.0 | .000 |    |     |     | 0.0 | 0.0 |     |       |        |     | 0.0  |     |     |     | 1.0 | 0.0 |